# MFK Karviná
MFK Karviná (celým názvem: Městský fotbalový klub Karviná, a.s.) je český profesionální fotbalový klub, který sídlí ve slezském městě Karviná. Tým hraje v sezóně 2023/24 nejvyšší českou fotbalovou soutěž Chance Liga. Své domácí zápasy sehrává na městském stadionu v Karviné-Ráji, který má kapacitu 4 833 diváků. Klubové barvy jsou bílá a zelená.
Dnes se jedná o jediný fotbalový klub v Karviné, a sdružuje tak velké množství mládežnických týmů. Historický úspěch klub zaznamenal v květnu 2016, kdy poprvé v novodobé historii postoupil do první ligy. Z ní po 6 sezónách na jaře 2022 sestoupil, nicméně hned následující rok se do ní opět vrátil.

## Historie

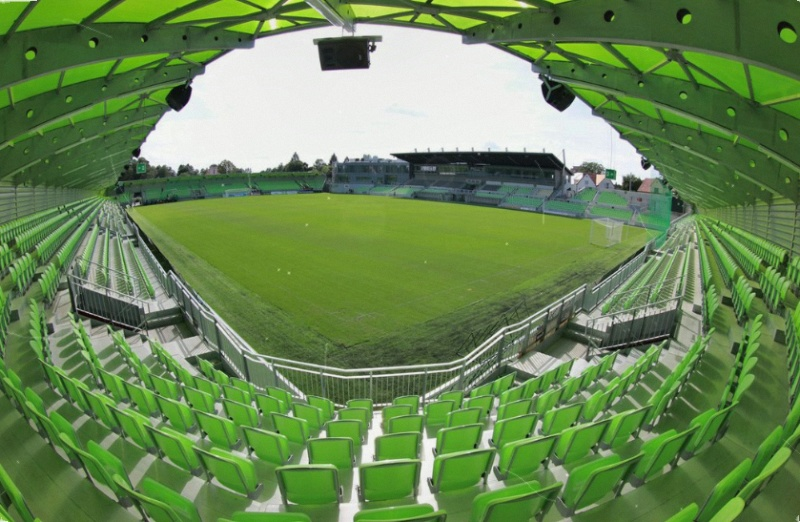
Stadion MFK Karviná

Karviná jakožto multietnické město Těšínského Slezska byla domovem četných fotbalových klubů, které jednotlivé skupiny obyvatel zakládaly po první světové válce. Vznikl tehdy velký počet klubů polských, německých, českých i židovských. Nejznámějším a nejsilnějším polským klubem byla PKS Polonia Karwina založena v roce 1919. Po druhé světové válce nedošlo k obnovení německých a židovských klubů. České a polské kluby nicméně stále existovaly až do padesátých let, kdy v rámci komunistické „optimalizace“ sportovního života v tehdejším Československu byly české kluby sjednoceny do ZSJ OKD Mír Karviná a polská Polonia Karwina byla do tohoto klubu rovněž sloučena.
Na počátku 90. let existovaly v Karviné kluby Baník 1. máj Karviná, Baník ČSA Karviná, Kovona Karviná a Jäkl Karviná. Tyto týmy hrály nižší soutěže, výkonnostním stropem pro ně byla MSFL. Před sezónou 1994/95 došlo ke sloučení Kovony Karviná a klubu FC Vítkovice v nový klub, s názvem FC Karviná/Vítkovice, který hrál 2. ligu. Po roce došlo opět k rozdělení, 2. liga ale zůstala v Karviné, kde klub pokračoval pod názvem FC Karviná. Další dva kluby Baník 1. máj a Baník ČSA se před sezónou 1995/96 sloučily do klubu KD Karviná, který hrál divizi.
FC Karviná vybojoval dokonce postup do 1. fotbalové ligy 1996/97, ze které ale okamžitě sestoupil, když obsadil 15. místo. V následující sezóně si vybojoval postup zpět, ale ani v sezóně 1998/99 se mu nedařilo, skončil na 16. místě a opět sestoupil. Před sezónou 1996/97 došlo ke spojení klubů KD Karviná a FC Karviná v jediný subjekt – FC Karviná. V sezóně 2000/01 sestoupil FC Karviná do MSFL, v následující sezóně do divize a v sezóně 2002/03 zanikl. Jediným životaschopným klubem v Karviné tak zůstal TJ Jäkl Karviná, který navazoval na tradici SK Fryštát z počátku 20. století. TJ Jäkl Karviná vzal pod svá křídla veškeré mládežnické složky zkrachovalého FC Karviná a odkoupil práva k soutěžím mládeže od majitele Zemka, který tato a další práva FC Karviná vlastnil. Klub vystoupil z Tělovýchovné jednoty Jäkl, osamostatnil se a začal vystupovat pod hlavičkou MFK Karviná.
Karviná během následujících let postoupila z krajského přeboru do MSFL, kde v roce 2008 odkoupila práva na druhou ligu od rezervy hanáckého týmu Sigmy Olomouc. V druhé lize bez přestávky setrvávala 7 let a jejím nejlepším umístěním bylo 4. místo ze sezóny 2010/11.
V národním poháru zaznamenala velké úspěchy, když vyřadila v Zbrojovku Brno, Slovan Liberec nebo doma porazila Slavii Praha.
Historický okamžik přišel v květnu roku 2016, kdy Karviná zakončila ročník na prvním místě, což znamenal postup slezského klubu do první ligy. První sezónu 2016/17 mezi elitou se nováček 1. ligy umístil na nečekaném 10. místě s 34 body. V sezóně 2017/18 se Karviná zachraňuje až posledním zápasem proti Vysočině Jihlava, které stačila remíza. Výhrou 2:0 ovšem Karviná na poslední chvíli ligu zachránila a Jihlavu odsoudila k sestupu do 2. ligy.
S postupem SFC Opava do následujícího ročníku nabídla nejvyšší soutěž rovnou 3 zástupce slezského fotbalu – MFK Karviná, FC Baník Ostrava a SFC Opava. Tato sezóna se poprvé hrála se systémem nadstavbových skupin. Karviná skončila předposlední jak v základní části, tak ve skupině o záchranu. Čekal ji tak dvouzápasová baráž s Jihlavou. V ní uspěla Karviná s celkovým skóre 3:2, a to i s velkou pomocí rozhodčích. V sezóně 2019/20 Karvinou propadající se ve skupině o záchranu zachránila karanténa, kvůli které se tato skupina nedohrála, z ligy tak nikdo nesestoupil. Příslušnost mezi elitou udržela Karviná i v dalším ročníku. Sezóna 2021/2022 byla šestou v řadě v nejvyšší lize. Během ní nicméně téměř celou dobu okupoval klub poslední příčku tabulky. V základní části získal pouhých 17 bodů, ve skupině o udržení pouze dvakrát  remizoval, proto sestoupil se ztrátou 10 bodů na předposlední Teplice přímo do Fortuna:Národní ligy. Zde ovládl sezónu se ziskem 56 bodů a kvalifikoval se tak po roce zpět do nejvyšší soutěže.

## Fanoušci

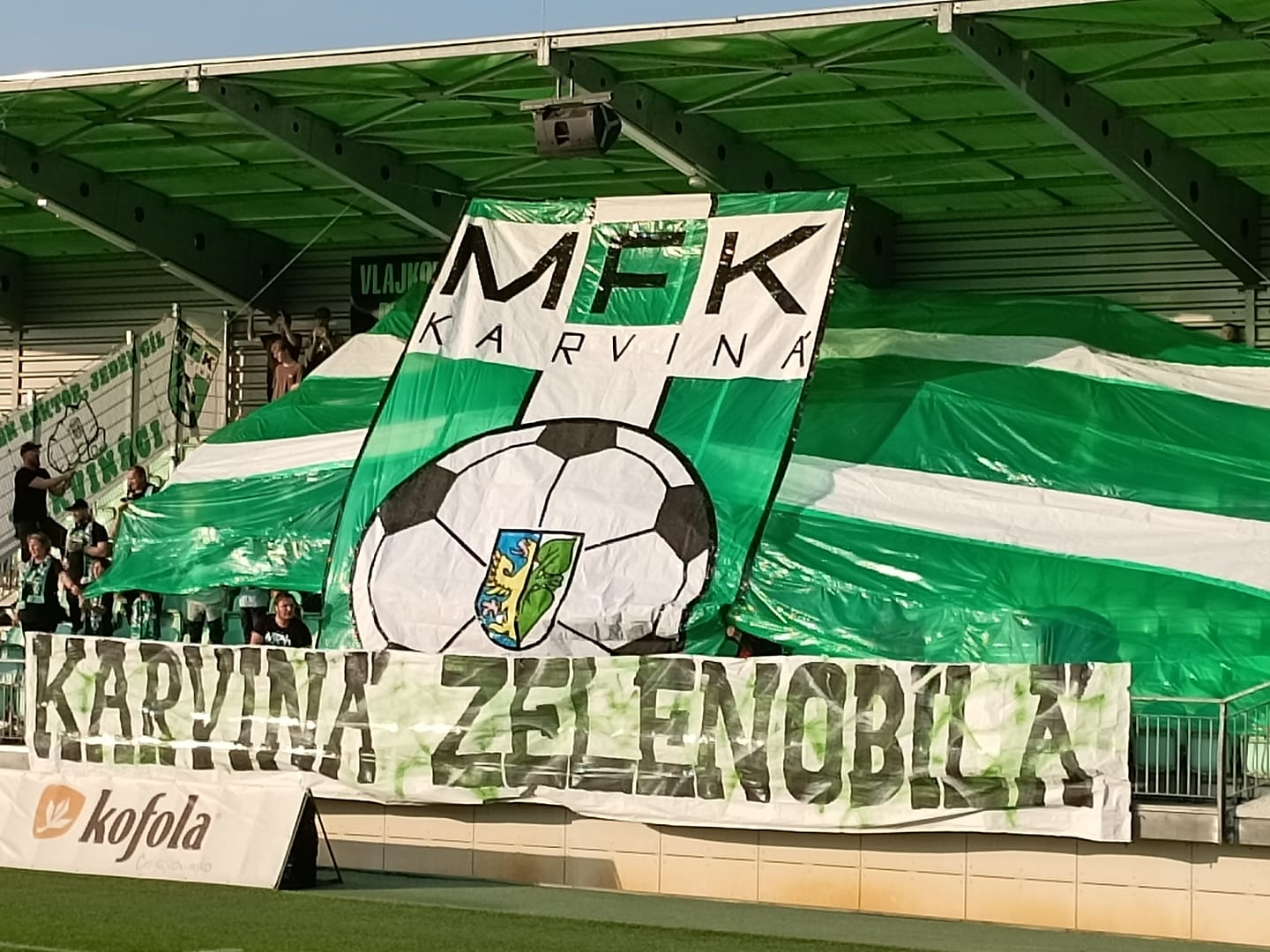
Choreo skupiny Ultras Karviňáci prezentované v říjnu 2022 během zápasu se Slezským FC Opava.

Od listopadu roku 2019 na tribunách působí skupina Ultras Karviňáci. Název skupiny vznikl od původního oficiálního fanklubu Karviňáci, jehož aktivity postupně utichly. Záměrem je sjednotit a zaštítit aktivity fanoušků. V kotli se každý zápas objevuje i skupina z pivnice Brno, která má také charakter ultras skupiny. V roce 2017 bylo s ultras (převážně z pivnice Brno) vedeno trestní řízení, po kterém šest osob skončilo s podmínkou, pokutou a zákazem na utkání pořádané MFK Karviná po dobu 1 roku za přerušení podzimního utkání s FC Fastav Zlín pyrotechnikou.
Obě skupiny jsou spřátelené a na stadionových aktivitách spolupracují.
V postupové sezóně 2015/2016 byla na ligová utkání průměrná návštěvnost 3872 fanoušků (80% kapacity stadionu). V následujících sezonách návštěvnost mírně klesala. Mezi největší zápasy lze zařadit derby, často označované jako Malé slezské derby s týmy SFC Opava a FC Baník Ostrava. K Baníku Ostrava, na rozdíl od Slezského FC Opava, není pěstovaná nenávist, protože v době působení MFK Karviná v nižších soutěžích, karvinské zápasy navštěvovala velká část ostravských příznivců.
Kotel vlajkonošů se nachází v sektoru C4.

## Český pohár
Karviná v poslední době zaznamenala také úspěchy v domácím poháru Ondrášovka Cup. Na podzim 2009 dokázal MFK Karviná vyřadit ve 3. kole prvoligovou Zbrojovku Brno. Po remíze 1:1 přišly na řadu pokutové kopy, v nichž byli domácí nakonec šťastnější v poměru 5:4. O rok později Karviná vyřadila ve 3. kole FC Slovan Liberec a ve 4. kole padla až se Sigmou Olomouc. V roce 2011 se Karviná opět dostala do 4. kola a vypadla tentokrát s týmem FK Teplice. Na to se podařilo navázat i v sezoně 2015/16, kdy vypadla až ve 4. kole s Mladou Boleslaví.
Po postupu do 1. ligy 2016/17 se Karviná probojovala do osmifinále v českém poháru. Tam na ni čekala prvoligová Dukla Praha. Karviná vyhrála až na pokutové kopy 4:2 a postoupila mezi 8 nejlepších celků. Ve čtvrtfinále narazila na další pražský celek. Slavia Praha zvítězila, avšak Karviná ji nedala nic zadarmo a zápas byl napínavý až do poslední minuty. Pro Karvinou je čtvrtfinále poháru prozatím momentální rekord v pohárových soubojích.

## Historické názvy
Zdroj: 
- 2003 – MFK Karviná (Městský fotbalový klub Karviná)
- 2008 – MFK OKD Karviná, a.s. (Městský fotbalový klub Ostravsko-karvinské doly Karviná, akciová společnost)
- 2016 – MFK Karviná, a.s. (Městský fotbalový klub Karviná, akciová společnost)

## Soupiska
| #  | Pozice | Hráč             |
| -- | ------ | ---------------- |
| 1  | B      | Vladimír Neuman  |
| 2  | O      | Ondřej Drobek    |
| 3  | O      | Yahaya Lawali    |
| 4  | Z      | Aboubacar Traoré |
| 6  | Z      | Sebastian Boháč  |
| 7  | O      | Kristián Vallo   |
| 8  | Z      | David Planka     |
| 9  | O      | Albert Labík     |
| 10 | Z      | Denny Samko      |
| 11 | Z      | Pavel Kačor      |
| 12 | Ú      | Abdallah Gning   |
| 13 | Ú      | Filip Vecheta    |
| 14 | Z      | Emmanuel Ayaosi  |

| #  | Pozice | Hráč             |
| -- | ------ | ---------------- |
| 17 | Z      | Samuel Šigut     |
| 21 | Z      | Alexandr Bužek   |
| 23 | B      | Ondřej Schovanec |
| 24 | O      | Jan Chytrý       |
| 25 | O      | Jiří Fleišman    |
| 26 | Z      | Lucky Ezeh       |
| 27 | Ú      | Ebrima Singhateh |
| 30 | B      | Jakub Lapeš      |
| 31 | Z      | Ousmane Condé    |
| 34 | B      | Ondřej Mrózek    |
| 37 | O      | Dávid Krčík      |
| 49 | O      | Sahmkou Camara   |
| 77 | Z      | Rok Štorman      |

### Změny v kádru v letním přestupovém období 2025-2026
| Příchody |           |                |     |                           |                       |
| Poz.     | Nár.      | Hráč           | Věk | Odkud přišel              | Typ                   |
| Ú        | Senegal   | Abdallah Gning | 24  | FK Teplice                | přestup               |
| Ú        | Guinea    | Ousmane Condé  | 20  | CD Leganés B              | přestup               |
| O        | Česko     | Jan Chytrý     | 21  | FC Vysočina Jihlava       | přestup               |
| Ú        | Nigérie   | Lucky Ezeh     | 21  | MFK Dukla Banská Bystrica | návrat z hostování    |
| Ú        | Slovensko | Matej Franko   | 24  | FC Tatran Prešov          | návrat z hostování    |
| Z        | Slovensko | Juraj Teplan   | 22  | FK Pohronie               | návrat z hostování    |
| O        | Česko     | Albert Labík   | 21  | SK Slavia Praha           | hostování             |
| Z        | Česko     | Alexandr Bužek | 20  | SK Slavia Praha           | pokračující hostování |

| Odchody |            |                    |     |                              |                           |
| Poz.    | Nár.       | Hráč               | Věk | Kam odešel                   | Typ                       |
| Z       | Česko      | Patrik Čavoš       | 30  | FC Zbrojovka Brno            | přestup                   |
| Z       | Slovensko  | Juraj Teplan       | 23  | FC Košice                    | přestup                   |
| Z       | Česko      | Dominik Žák        | 25  | KFC Komárno                  | změna hostování v přestup |
| Ú       | Brazílie   | Kahuan Vinicius    | 21  | SC União Torreense           | hostování                 |
| Ú       | Slovensko  | Matej Franko       | 24  | MFK Tatran Liptovský Mikuláš | hostování                 |
| O       | Švédsko    | Douglas Bergqvist  | 29  | Česko                        | konec smlouvy             |
| O       | Černá Hora | Andrija Ražnatović | 24  | FK Sutjeska Nikšić           | konec smlouvy             |
| O       | Černá Hora | Momčilo Raspopović | 31  | FK Budućnost Podgorica       | konec smlouvy             |
| O       | Slovensko  | Michal Tomič       | 26  | SK Slavia Praha              | návrat z hostování        |
| O       | Česko      | Lukáš Endl         | 22  | MFK Ružomberok               | hostování                 |

## Umístění v jednotlivých sezónách
Stručný přehled
Zdroj: 
- 2003–2004: Přebor Moravskoslezského kraje
- 2004–2006: Divize E
- 2006–2008: Moravskoslezská fotbalová liga
- 2008–2012: 2. liga
- 2012–2016: Fotbalová národní liga
- 2016-2022: 1. liga
- 2022-2023: Fotbalová národní liga
- 2023-: 1. liga

Jednotlivé ročníky
Zdroj: 
Legenda: Z – zápasy, V – výhry, R – remízy, P – porážky, VG – vstřelené góly, OG – obdržené góly, +/− – rozdíl skóre, B – body, červené podbarvení – sestup, zelené podbarvení – postup, fialové podbarvení – reorganizace, změna skupiny či soutěže
| Česko (2003 – ) |                                |        |    |    |    |    |    |    |     |    |        |
| Sezóny          | Liga                           | Úroveň | Z  | V  | R  | P  | VG | OG | +/− | B  | Pozice |
| 2003/04         | Přebor Moravskoslezského kraje | 5      | 30 | 14 | 6  | 10 | 60 | 43 | +17 | 48 | 4.     |
| 2004/05         | Divize E                       | 4      | 30 | 15 | 5  | 10 | 59 | 51 | +8  | 50 | 5.     |
| 2005/06         | Divize E                       | 4      | 30 | 15 | 7  | 8  | 56 | 32 | +24 | 52 | 3.     |
| 2006/07         | MSFL                           | 3      | 30 | 12 | 6  | 12 | 47 | 40 | +7  | 42 | 8.     |
| 2007/08         | MSFL                           | 3      | 30 | 13 | 11 | 6  | 48 | 30 | +18 | 50 | 4.     |
| 2008/09         | 2. liga                        | 2      | 30 | 12 | 7  | 11 | 45 | 42 | +3  | 43 | 8.     |
| 2009/10         | 2. liga                        | 2      | 30 | 11 | 6  | 13 | 44 | 36 | +8  | 39 | 8.     |
| 2010/11         | 2. liga                        | 2      | 30 | 13 | 7  | 10 | 42 | 46 | −4  | 46 | 4.     |
| 2011/12         | 2. liga                        | 2      | 30 | 12 | 7  | 11 | 36 | 35 | +1  | 43 | 6.     |
| 2012/13         | Fotbalová národní liga         | 2      | 30 | 11 | 9  | 10 | 43 | 43 | 0   | 42 | 9.     |
| 2013/14         | Fotbalová národní liga         | 2      | 30 | 12 | 6  | 12 | 44 | 39 | +5  | 42 | 8.     |
| 2014/15         | Fotbalová národní liga         | 2      | 30 | 12 | 10 | 8  | 39 | 31 | +8  | 46 | 7.     |
| 2015/16         | Fotbalová národní liga         | 2      | 28 | 17 | 8  | 3  | 50 | 17 | +33 | 59 | 1.     |
| 2016/17         | ePojisteni.cz liga             | 1      | 30 | 9  | 7  | 14 | 39 | 49 | −10 | 34 | 10.    |
| 2017/18         | HET liga                       | 1      | 30 | 7  | 9  | 14 | 32 | 40 | −8  | 30 | 14.    |
| 2018/19         | Fortuna:Liga                   | 1      | 35 | 9  | 5  | 21 | 42 | 57 | −15 | 32 | 15.    |
| 2019/20         | Fortuna:Liga                   | 1      | 33 | 5  | 12 | 16 | 25 | 46 | −21 | 27 | 14.    |
| 2020/21         | Fortuna:Liga                   | 1      | 34 | 9  | 12 | 13 | 37 | 49 | −12 | 39 | 12.    |
| 2021/22         | Fortuna:Liga                   | 1      | 35 | 3  | 10 | 22 | 33 | 63 | −30 | 19 | 16.    |
| 2022/23         | Fortuna:Národní liga           | 2      | 30 | 17 | 5  | 8  | 58 | 37 | +21 | 56 | 1.     |
| 2023/24         | Fortuna:Liga                   | 1      | 35 | 8  | 8  | 19 | 38 | 62 | -24 | 32 | 14.    |
| 2024/25         | Chance Liga                    | 1      | 30 | 11 | 8  | 11 | 40 | 52 | -12 | 41 | 8.     |

Poznámky:
- 2018/19: V této sezóně sehrálo karvinské mužstvo baráž o 1. ligu s druholigovou Jihlavou. Po celkovém skóre 3:2 (1. zápas – 2:1, 2. zápas – 1:1) se klub udržel v nejvyšší soutěži.

## Vedení klubu
- Petr Hort – člen představenstva MFK Karviná a.s.
- Lubomír Vlk – sportovní manažer
- Marián Gorniok – technický ředitel

## Slavní odchovanci
- Jan Laštůvka
- Petr Mašlej
- Marek Bielan
- Ondřej Lingr
- Matěj Jurásek

## Slavní hráči minulosti
- Admir Vladavić
- Vladan Milosavljev
- Radek Slončík
- Jan Buryán
- Josef Hoffmann
- René Bolf
- Michal Papadopulos
- Lukáš Budínský
- Tomáš Wágner

## MFK Karviná „B“
MFK Karviná „B“ je rezervní tým Karviné. Největšího úspěchu dosáhl klub v sezóně 2012/13, kdy se v Divizi E (4. nejvyšší soutěž) umístil na 14. místě. Rezervní tým zanikl v roce 2014, avšak pro sezónu 2019/20 se znovu přihlásil do Divize F z důvodu ukončení Juniorské ligy.
| # | Pozice | Hráč                     |
| - | ------ | ------------------------ |
|   | B      | Adam Kuděla              |
|   | B      | Ondřej Mrózek            |
|   | O      | Marek Bielan             |
|   | O      | Kauan Carneriro Da Silva |
|   | O      | Oliver Jurčák            |
|   | O      | Stylianos Kokovas        |
|   | O      | Maksym Marych            |
|   | O      | David Motyčka            |

| # | Pozice | Hráč              |
| - | ------ | ----------------- |
|   | O      | Aboubacar Traore  |
|   | O      | Nik Trček         |
|   | Z      | Pawel Brzóska     |
|   | Z      | Roman Fukala      |
|   | Z      | Daniel Jurga      |
|   | Z      | David Moses       |
|   | Ú      | Matyáš Molitorisz |
|   | Ú      | Kahuan Vinicius   |

### Umístění v jednotlivých sezonách
Stručný přehled
Zdroj: 
- 2003–2006: I. B třída Moravskoslezského kraje – sk. C
- 2006–2008: bez soutěže
- 2008–2009: Okresní přebor Karvinska
- 2009–2010: I. B třída Moravskoslezského kraje – sk. C
- 2010–2011: I. A třída Moravskoslezského kraje – sk. B
- 2011–2012: Přebor Moravskoslezského kraje
- 2012–2014: Divize E
- 2014–2019: bez soutěže
- 2019–2023: Divize F
- 2023–: Moravskoslezská fotbalová liga

Jednotlivé ročníky
Zdroj: 
Legenda: Z – zápasy, V – výhry, R – remízy, P – porážky, VG – vstřelené góly, OG – obdržené góly, +/− – rozdíl skóre, B – body, červené podbarvení – sestup, zelené podbarvení – postup, fialové podbarvení – reorganizace, změna skupiny či soutěže
| Česko (2003 – )                                                    |                                            |        |    |    |   |    |     |    |      |    |        |
| Sezóny                                                             | Liga                                       | Úroveň | Z  | V  | R | P  | VG  | OG | +/−  | B  | Pozice |
| 2003/04                                                            | I. B třída Moravskoslezského kraje – sk. C | 7      | 24 | 8  | 3 | 13 | 43  | 46 | −3   | 27 | 10.    |
| 2004/05                                                            | I. B třída Moravskoslezského kraje – sk. C | 7      | 26 | 11 | 2 | 13 | 59  | 60 | −1   | 35 | 7.     |
| 2005/06                                                            | I. B třída Moravskoslezského kraje – sk. C | 7      | 26 | 3  | 5 | 18 | 28  | 67 | −39  | 14 | 14.    |
| V letech 2006 až 2008 nebylo B-mužstvo přihlášeno v žádné soutěži. |                                            |        |    |    |   |    |     |    |      |    |        |
| 2008/09                                                            | Okresní přebor Karvinska                   | 8      | 34 | 28 | 3 | 3  | 148 | 30 | +118 | 87 | 1.     |
| 2009/10                                                            | I. B třída Moravskoslezského kraje – sk. C | 7      | 26 | 20 | 1 | 5  | 94  | 34 | +60  | 61 | 1.     |
| 2010/11                                                            | I. A třída Moravskoslezského kraje – sk. B | 6      | 26 | 16 | 7 | 3  | 78  | 28 | +50  | 55 | 1.     |
| 2011/12                                                            | Přebor Moravskoslezského kraje             | 5      | 30 | 19 | 8 | 3  | 71  | 24 | +47  | 65 | 1.     |
| 2012/13                                                            | Divize E                                   | 4      | 30 | 10 | 6 | 14 | 42  | 48 | −6   | 36 | 14.    |
| 2013/14                                                            | Divize E                                   | 4      | 30 | 10 | 5 | 15 | 42  | 50 | −8   | 35 | 15.    |
| V letech 2014 až 2019 nebylo B-mužstvo přihlášeno v žádné soutěži. |                                            |        |    |    |   |    |     |    |      |    |        |
| ** 2019/20                                                         | Divize F                                   | 4      | 13 | 8  | 3 | 2  | 32  | 12 | +20  | 27 | 1.     |
| ** 2020/21                                                         | Divize F                                   | 4      | 10 | 8  | 1 | 1  | 37  | 10 | +27  | 25 | 1.     |
| 2022/23                                                            | Divize F                                   | 4      | 26 | 17 | 5 | 4  | 62  | 24 | +38  | 56 | 1.     |
| 2023/24                                                            | Moravskoslezská fotbalová liga             | 3      | 34 | 16 | 5 | 13 | 61  | 46 | +15  | 53 | 6.     |
| 2024/25                                                            | Moravskoslezská fotbalová liga             | 3      | 34 | 13 | 3 | 18 | 68  | 65 | +3   | 42 | 13.    |

**= sezona předčasně ukončena z důvodu pandemie covidu-191